# Eriospermum multifidum
Eriospermum multifidum är en sparrisväxtart som beskrevs av Hermann Wilhelm Rudolf Marloth. Eriospermum multifidum ingår i släktet Eriospermum och familjen sparrisväxter. Inga underarter finns listade i Catalogue of Life.